# CR Весов
CR Весов (лат. CR Librae) — одиночная переменная звезда в созвездии Весов на расстоянии (вычисленном из значения параллакса) приблизительно 13020 световых лет (около 3992 парсеков) от Солнца. Видимая звёздная величина звезды — от +14,53m до +13,43m.

## Характеристики
CR Весов — пульсирующая переменная звезда типа RR Лиры (RRAB).